# About Time (album Ten Years After)
About Time − jedenasty album studyjny (a dwunasta płyta w ogóle), brytyjskiego zespołu blues rockowego Ten Years After z 1989.

## Lista utworów
1. "Highway of Love" - 5:13
2. "Let's Shake It Up" - 5:14
3. "I Get All Shook Up" - 4:38
4. "Victim of Circumstance" - 4:29
5. "Goin' to Chicago" - 4:22
6. "Wild Is the River" - 3:53
7. "Saturday Night" - 4:06
8. "Bad Blood" - 7:09
9. "Working in a Parking Lot" - 4:52
10. "Outside My Window" - 5:47
11. "Waiting for the Judgement Day" - 4:30

## Twórcy
- Alvin Lee - wokal, gitara
- Chick Churchill - organy, fortepian
- Ric Lee - perkusja
- Leo Lyons - gitara basowa